# Toback to the Fromtime
Toback To The Fromtime er tredje album fra Malk De Koijn.
Oprindelsen til navnet, kom fra en fan, der kom backstage til en af Malk De Koijns koncerter. En dialog med Malk De Koijn kom i gang, og for sjov sagde fanen "Toback To The Fromtime". Den idé var Malk De Koijn helt vilde med, og deres album endte så med navnet.[kilde mangler]
I 2012 modtog albummet prisen Danish Music Award for Årets danske album og Årets Album ved Årets Steppeulv.

## Trackliste CD
1. "Nalk" - 4:49
2. "5-Øres Ting" - 4:07
3. "BAB Melkon" - 5:39
4. "Klap Din Hotdog (Hund Bider Mand)" - 5:00
5. "Klap Din Hotdog Part 2" - 2:37
6. "En Gang" - 4:02
7. "Toback To The Fromtime" - 3:17
8. "Sjabang" - 3:26
9. "Jan's Break" - 2:41
10. "Radio Vojens" - 3:23
11. "Weekend Kriger" - 3:36
12. "Pige, Girl" - 3:32
13. "Braget" - 4:15